# Răcirea globală

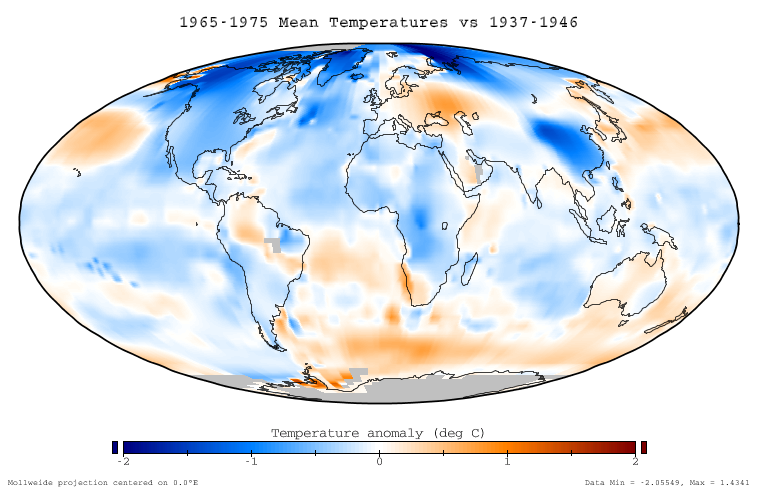
Răcirea globală în perioada 1965-75

Răcirea globală a fost o presupunere din anii 1970 privind răcirea iminentă a suprafeței Pământului și a atmosferei care ar culmina cu o perioadă de glaciațiune extinsă . Această ipoteză nu a fost larg acceptată de comunitatea științifică, dar a devenit notabilă pentru o vreme în cadrul populației datorită unei ușoare tendințe de scădere a temperaturilor din anii 1940 până la începutul anilor 1970 și a articolelor din presă care nu reflectau corect domeniul de aplicare integrală a literaturii științifice climatice. Avizul științific actual privind schimbările climatice este că Pământul nu s-a răcit durabil, ci dimpotrivă a suferit un proces de încălzire globală de-a lungul secolului al XX-lea.

## În cultura populară
- Unde vei fi poimâine?, film din 2004 regizat de Roland Emmerich.
- Snowpiercer, film din 2013 regizat de Joon-ho Bong.

## Vezi și
- Listă de cercetători care se opun evaluării științifice privind încălzirea globală

## Legături externe
- AVERTISMENTUL cercetătorilor privind o nouă GLACIAȚIUNE pe Terra. "De 900 de ani nu s-a mai întâmplat asta", A3, 16 oct. 2013
- Studiu: Dovezile stiintifice indica o racire globala care va dura cateva decenii, HotNews.ro, 6 oct. 2013
- Global Cooling or Global Warming, Which is it?
- Racirea globala, fenomenul surprins la Arctic. Cum s-a marit calota glaciara cu 60% intr-un an, Pro TV